# Tephrosia purpurea
Tephrosia purpurea är en ärtväxtart som först beskrevs av Carl von Linné, och fick sitt nu gällande namn av Christiaan Hendrik Persoon. Tephrosia purpurea ingår i släktet Tephrosia och familjen ärtväxter.

## Underarter
Arten delas in i följande underarter:
- T. p. altissima
- T. p. barbigera
- T. p. canescens
- T. p. dunensis
- T. p. glabra
- T. p. leptostachya
- T. p. purpurea
- T. p. yunnanensis
- T. p. angustissima
- T. p. brevidens
- T. p. sericea

## Bildgalleri

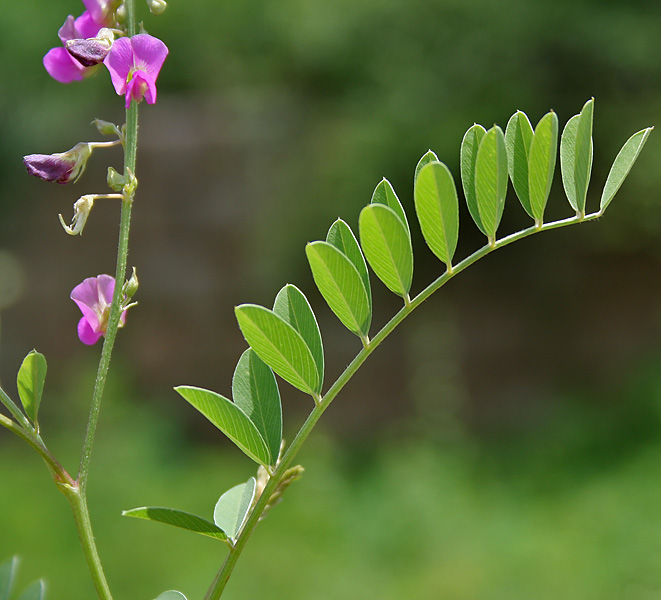
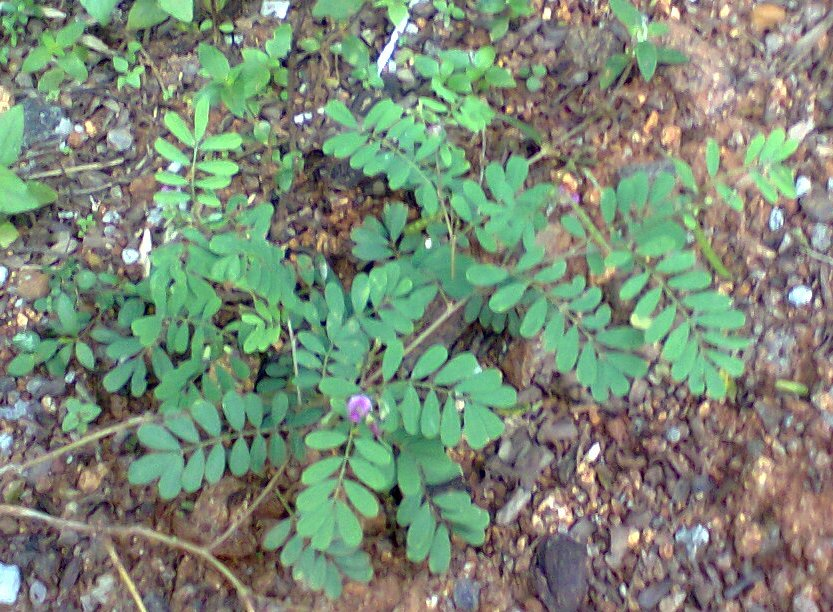
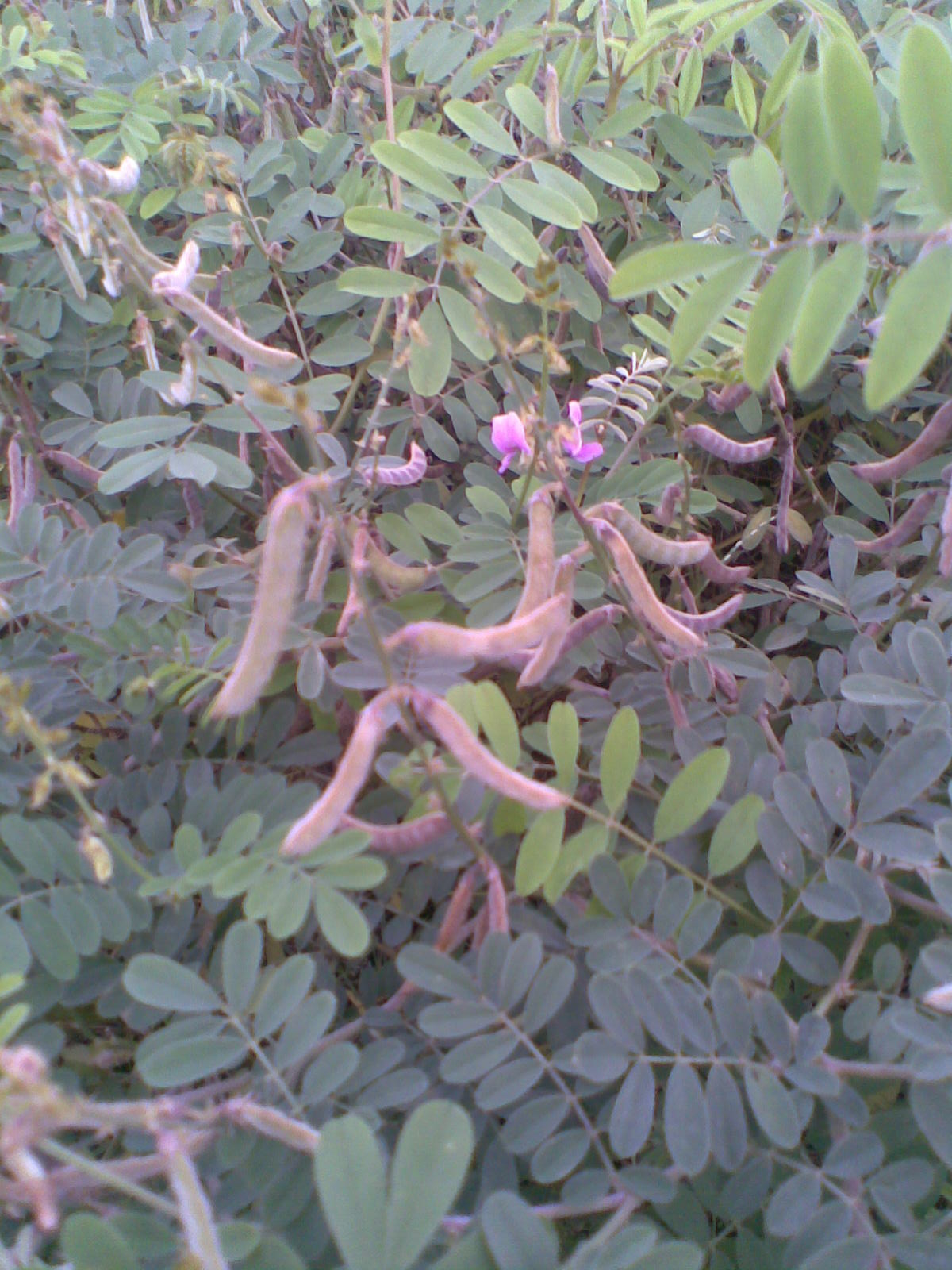
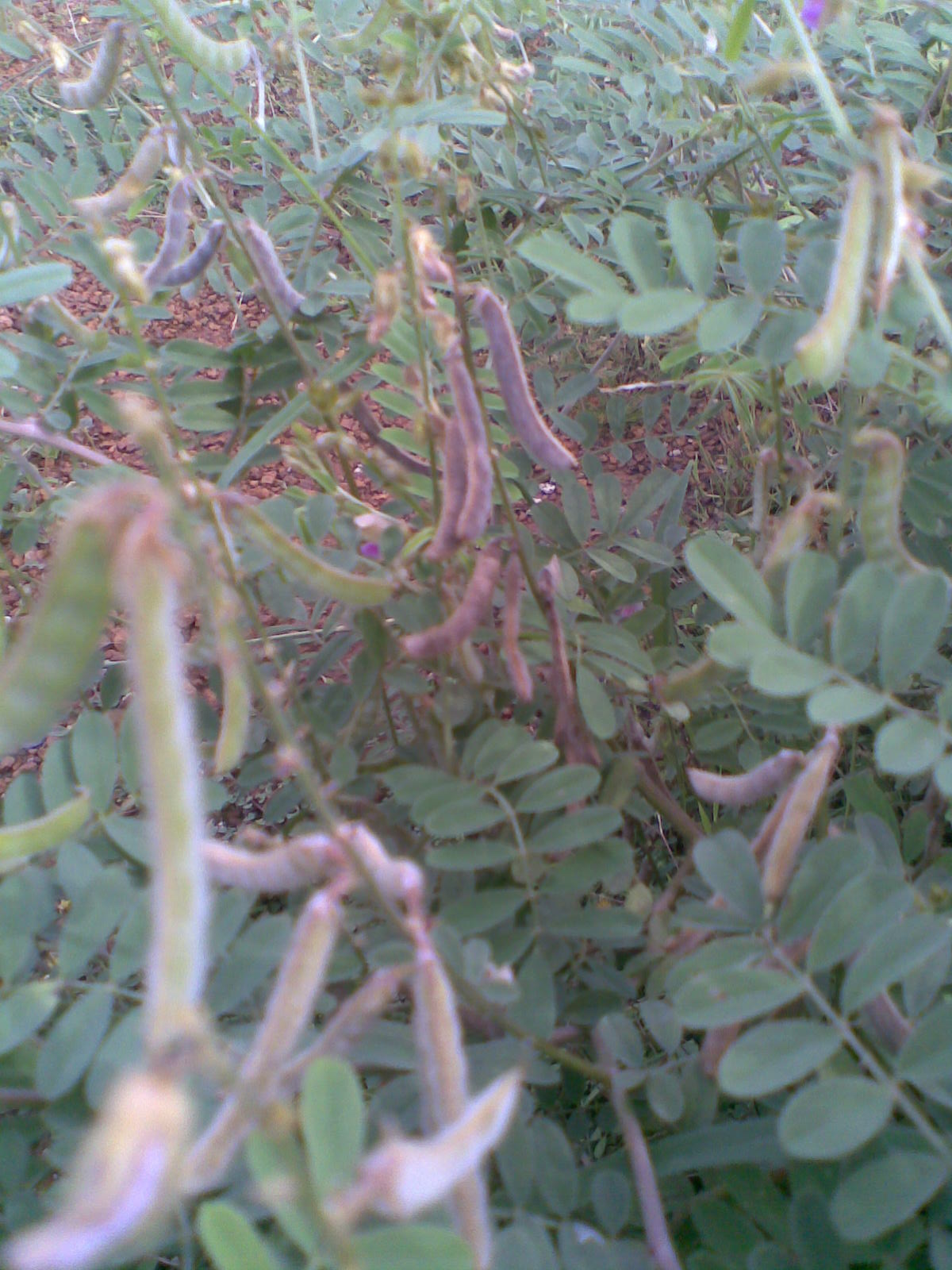
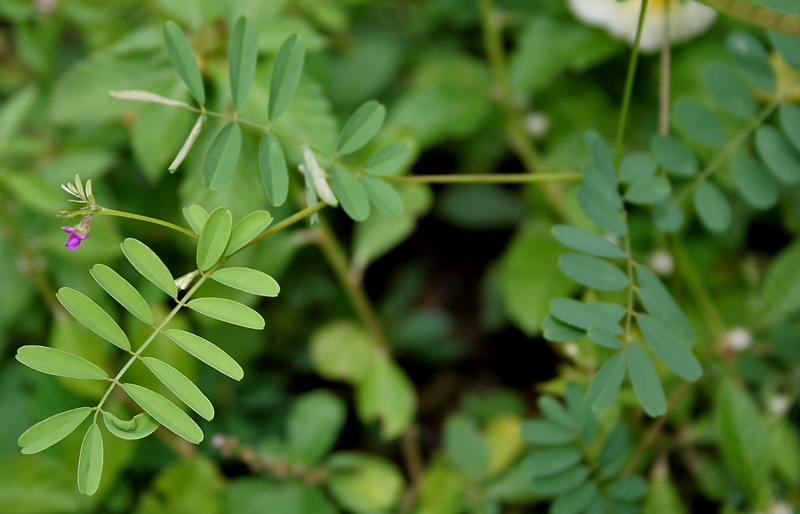
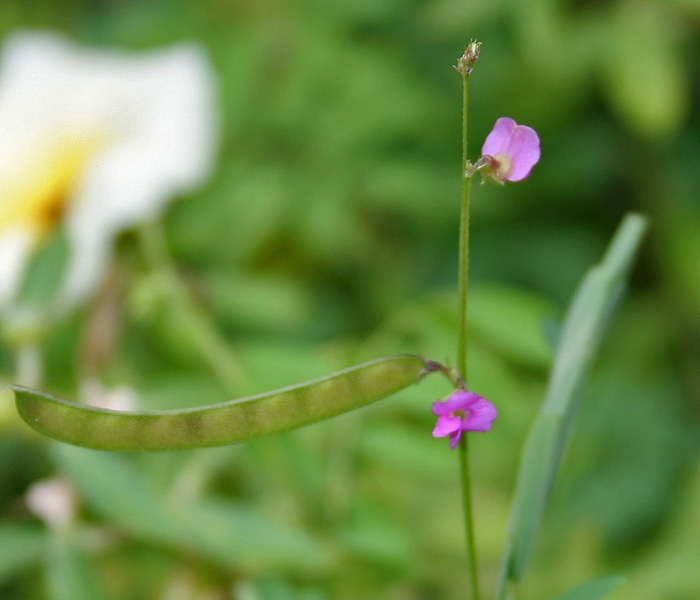